# Дасгупта, Буддхадеб
Буддхадеб Дасгупта (бенг. বুদ্ধদেব দাশগুপ্ত; 11 февраля 1944, Анара, Британская Индия — 10 июня 2021, Калькутта) — бенгальский поэт и кинорежиссёр

.

## Биография
Родился 11 февраля 1944 года в Анаре недалеко от Пурулии (ныне штат Западная Бенгалия) и вырос в либеральной бенгальской семье среднего класса, где был третьим из девяти детей. Его отец, медицинский работник Индийских железных дорог, сначала был сторонником Ганди, а затем марксистом.
Его дядей по материнской линии был поэт Самарендра Сенгупта, под влиянием которого Буддхадеб увлёкся написанием стихов ещё в подростковом возрасте и получил возможность пообщаться с бенгальскими поэтами 1950-х годов.
Из-за работы отца семья часто переезжала с место на место. После раздела Индии они некоторое время жили в Харагпуре, а затем в Манендрагархе. В возрасте 12 лет родители отправили его учиться в школу Dinabandhu School в Хаоре.
После окончания средней школы Дасгупта хотел поступить в Индийский институт кино и телевидения в Пуне, но его отец не поддержал эту идею.
В итоге он окончил экономический факультет Шотландского церковного колледжа в Калькутте.
Во время обучения один из его профессоров, Тарун Саньял, вызвал у него интерес к западной классической музыке, которая в последующие годы сыграла ключевую роль в его художественном самовыражении.
После колледжа Дасгупта получил степень магистра экономики в Университете Калькутты и продолжил обучение в аспирантуре, а затем поступил преподавателем сначала в Шьямсундарский колледж при Университете Бурдвана, а затем в Сити-колледж в Калькутте.
Дасгупта опубликовал свою первую книгу стихов в 1963 году, в возрасте 19 лет. Продолжив писать стихи, вскоре он стал известным поэтом, на счету которого было несколько книг в стихах, среди которых «Govir Arieley», «Coffin Kimba Suitcase», «Himjug», «Chhata Kahini», «Roboter Gaan» и т. д. и такие романы как «Nikhiler Benche Thaka» и «America America».
Свои первые шаги в кино он сделал в 1967 году, когда принял участие в соревновании по написанию сценария, организованном Федерацией кинематографических обществ Индии. Жюри признало его сценарий Samayer Kacche — лучшим. Частью награды должна была стать экранизация, но из-за нехватки денег после двух дней съемок она была заброшена.
В итоге его первым документальным фильмом стал Continent of Love, снятый в 1968 году. После этого Дасгупта вернулся к преподаванию экономики, однако через четыре года он взял отпуск в университете, чтобы заняться производством короткометражных и документальных фильмов.
Режиссёр снял ещё несколько короткометражек, а в 1974 году получил награду за лучший документальный фильм King of Drums. В 1976 году он бросил работу преподавателя, чтобы посвятить себя режиссуре. Два года спустя он снял свой первый полнометражный фильм Dooratwa, взяв за основу рассказ Ширшенду Мукхерджи. Картина выиграла Национальную кинопремию за лучший фильм на бенгальском языке и Премию критиков на кинофестивале в Локарно. 
Его следующий фильм Neem Annapurna (1979) закрепил за ним место на международной киноарене, получив награды в Карловых Варах и Локарно.
Всего Дасгупта снял 18 полнометражных художественных фильмов, несколько игровых фильмов для телевидения и множество документальных фильмов. Последний из них Urojahaj вышел в 2018 году.
Последние пару лет Дасгупта страдал от серьезных проблем с почками и сердцем. Он перенес операцию на сердце и два раза в неделю проходил диализ. Он скончался 10 июня 2021 года утром во сне в своей резиденции в Калькутте. Его первая жена умерла несколько лет назад. У него остались две дочери от первого брака и вторая жена.